# Władysław Aleksander Łubieński
Władysław Aleksander Łubieński, do brasão de Pomian (nascido em 1 de novembro de 1703 em Iwanowice, falecido em 21 de junho de 1767, em Varsóvia) foi um arcebispo de Gniezno e primaz da Polônia; inter-rei em 1763; arcebispo de Lviv; abade comendatário de Paradyż e Tyniec em 1760; cônego em Gniezno; escolástico do capítulo da catedral de Cracóvia nos anos 1730-1758; curador do capítulo colegiado de Sandomierz nos anos 1752-1759  e pároco em Łask. 
Irmão de Florian Łubieński, foi tutor de seu neto, Feliks .

## Educação e carreira na igreja
Władysław Aleksander Łubieński era o filho mais velho de Maciej e Marianna, nascida como Stokowski, do brasão Jelita.  Estudou teologia e direito canônico na Academia de Cracóvia, e teologia no Collegium Romanum. Foi vice-presidente do Tribunal Principal da Coroa em Piotrków em 1730 e 1731. Em 1740, tornou-se Grão-Escriba da Coroa. Em 1741 mudou-se para Dresden, onde permaneceu na corte de Augusto III. Em 1748 tornou-se abade comendatório em Paradyż. Em 1758, foi nomeado arcebispo de Lviv. Em 1759 tornou-se Arcebispo de Gniezno e Primaz da Polônia. Permaneceu a maior parte do tempo em Skierniewice e Łowicz, financiando a reconstrução da catedral de Gniezno.

## Inter-reino
Após a morte de Augusto III, tornou-se inter-rei da Polónia. Ainda durante a sua vida, ele conspirou com a família Czartoryski para cometer um golpe de Estado com a ajuda das tropas russas. Łubieński era um homem vaidoso, que valorizava o poder temporal e que tirava vantagem dele. Praticou uma espécie de nepotismo, colocando seus parentes e amigos em empregos lucrativos. Em novembro de 1763, ao nomear pessoas para serem embaixadoras em tribunais estrangeiros, Łubieński levou em consideração, principalmente, os seus parentes. O padre Maciej Józef Łubieński foi enviado como embaixador para Roma, Nápoles e Veneza; Kazimierz Łubieński para São Petersburgo; Franciszek Bieliński para Versalhes e Lunéville; Józef Poniński para Haia, Madri, Londres, Lisboa e Turim; Teodor Potocki para Dresden; Maksymilian Ossoliński para Viena; Stanisław Kostka Gadomski para Berlim; e Izydor Ostroróg para Estocolmo e Copenhague. Ele pagou generosamente a todos esses diplomatas. Suas missões acabaram não desempenhando um papel importante.
O homem que Łubieński quase sempre ouvia os conselhos era o padre Andrzej Stanisław Młodziejowski. Esse prelado inteligente e ambicioso claramente persuadiu Łubieński a se posicionar ao lado dos Czartoryski e da Rússia.
Kategoria:Artykuły z brakującymi przypisami od 2018-11
Em sua correspondência com Frederico II e Catarina II, ele os intitulava 'Rei na Prússia' e 'Imperatriz de Toda a Rússia', títulos que até então não eram reconhecidos pela República das Duas Nações. Depois, esses títulos foram oficialmente reconhecidos na assembleia de convocação de 1764. Eles, por sua vez, retribuíam com a fórmula honorífica 'Celcissimus princeps', que não havia sido utilizada até então para nenhum inter-rei.
Em 13 de abril de 1764, diante da intervenção armada de Catarina II, Jan Klemens Branicki e um grupo de senadores favoráveis a ele exigiram que o primaz Łubieński convocasse o levante militar geral (pospolite ruszenie), mas ele recusou. Então, um grupo de 14 senadores enviou cartas às cortes de São Petersburgo e Berlim, pedindo que não interferissem nos assuntos poloneses. O embaixador russo Herman Karl von Keyserling decidiu não aceitar as cartas, sob o pretexto de que o título da imperatriz estava escrito incorretamente. No entanto, Gédéon Benoît e o rei Frederico II as aceitaram, não querendo separar-se completamente daqueles que viam na Prússia um apoio para a Polônia. O embaixador austríaco Florimont-Claude Mercy-Argenteau encorajou Branicki e seus partidários a formar uma confederação, mas, no fim, não conseguiram organizá-la. Ele foi eleitor de Estanislau II Augusto em 1764, pela voivodia de Poznań."
Em 25 de novembro de 1764, ele coroou Estanislau II Augusto como o rei da Polônia na igreja colegiada de St. Jana em Varsóvia. Como apoiador da Rússia, recebeu um salário fixo de 500.000 PLN da embaixada russa.  Em 1765 tornou-se cavaleiro da Ordem de Santo Estanislau.
Atuou como membro da Confederação Czartoryski em 1764.   Os vencedores da eleição de 1764, apoiadores de Poniatowski, os Czartoryski, tiraram do hetman Branicki o controle sobre o exército, algo que os austríacos e franceses queriam evitar para manter sua influência na República das Duas Nações. Em 7 de junho de 1764, o embaixador francês Antoine-René de Voyer de Paulmy, marquês de Argenson, declarou ao primaz que retornaria à França, pois "na Polônia ocorreu uma divisão, e ele não podia permanecer em apenas uma de suas partes". Łubieński, que esperava palavras semelhantes e que foi instruído pelo embaixador russo Herman Karl von Keyserling a agir com rigidez, respondeu que não considerava mais De Paulmy um embaixador. Como resultado disso, os franceses encerraram a sua missão diplomática em Varsóvia. Em 9 de junho, de Paulmy partiu, seguido por Hennin e Monnet em 16 de julho. Em sinal de solidariedade aliada, os representantes da Áustria - Florimont-Claude Mercy-Argenteau - e da Espanha também deixaram Varsóvia. Mais tarde, os países do “sistema do Sul” atrasaram o reconhecimento de Poniatowski.
Em 1764 foi nomeado senador residente.  Naquele mesmo ano, assumiu formalmente a tutela do seu neto de cinco anos, orfão do pai, Feliks , e fez com que o menino se tornasse um pupilo do rei da Prússia, Frederico II."  .
Provavelmente foi envenenado pelos russos em 1767, pois não queria se submeter aos planos de igualização dos dissidentes, propostos pelo embaixador russo Nikolai Repnin. A família do primaz, por sua vez, suspeitava do bispo Andrzej Młodziejowski em relação ao seu envenenamento. 
Em 1758, foi condecorado com a Ordem do Águia Branca.
Sepultado na colegiada da Assunção de Nossa Senhora e São Nicolau em Łowicz.

## Obras
Foi o autor das obras:
- Geografia complexa
- O mundo em todas as suas partes

## Links externos
- Hierarquia católica
- Publicações de Władysław Aleksander Łubieński na biblioteca Polona
- Łubieński Władysław Aleksander h. Pomiano . Dicionário biográfico polonês online [acessado em 13/01/2022].